# Xysticus xiningensis
Espèce
Xysticus xiningensis est une espèce d'araignées aranéomorphes de la famille des Thomisidae.

## Distribution
Cette espèce est endémique du Qinghai en Chine,.

## Étymologie
Son nom d'espèce, composé de xining et du suffixe latin -ensis, « qui vit dans, qui habite », lui a été donné en référence au lieu de sa découverte, Xining.

## Publication originale
- Hu, 2001 : Spiders in Qinghai-Tibet Plateau of China. Henan Science and Technology Publishing House, p. 1-658.